# Llombai (kommun)
Llombai är en kommun i Spanien.   Den ligger i provinsen Província de València och regionen Valencia, i den östra delen av landet, 300 km öster om huvudstaden Madrid. Antalet invånare är 2 817. Arean är 56 kvadratkilometer. Llombai gränsar till Alfarp, Catadau, Montserrat, Montroy, Real, Dos Aguas och Picassent. 
Terrängen i Llombai är varierad.